# Roe (Arkansas)
Roe – miasto w Stanach Zjednoczonych, w stanie Arkansas, w hrabstwie Monroe.